# Гадинковский сельский совет
Гадинковский сельский совет (укр. Гадинківська сільська рада) — входит в состав
Гусятинского района
Тернопольской области
Украины.
Административный центр сельского совета находится в 
с. Гадинковцы.

## Населённые пункты совета
- с. Гадинковцы
- с. Выгода